# Hovik Abrahamján
Hovik Argami Abrahamján (örményül: Հովիկ Արգամի Աբրահամյան) (Mhcsjan, 1959. január 24. –) örmény politikus, a kormányzó Republikánus Párt egykori tagja. 2014. április 13-a és 2016. szeptember 8-a között Örményország miniszterelnöke.

## Élete
Abrahamján az örmény–török határnál fekvő Mhcsjan faluban született Örményországban, Ararat tartományban. 1977–1979 között katonai szolgálatot teljesített. 1980-tól 1984-ig a Jereváni Útépítési Technikumban tanult, majd 1985–1990 között elvégezte a Jereváni Mezőgazdasági Főiskolát. 1990-ben kezdte szakmai pályafutását a Burasztani Konyakgyár osztályvezetőjeként, majd később, 1991-től 1995-ig az Artasati Bor- és Konyakgyár igazgatója volt.
1995-ben párton kívüliként az örmény parlament tagja lett. 1996-ban Artasat polgármesterévé választották, 1998-ban pedig Ararat tartomány kormányzójává nevezték ki.
2000-től tölt be különféle kormányzati tisztségeket.